# Willy Breinholst
Willy Breinholst (ur. 27 grudnia 1918, zm. 25 września 2009), duński pisarz i autor scenariuszy filmowych.
Do najbardziej znanych książek Breinholsta należą:
- Jak cało i zdrowo przyszedłem na świat
- Dzieci, najlepszy wynalazek od czasów Adama i Ewy
- Hej Mamo, hej Tato
- Hej mamo, hej tato, hej wszyscy...
- Kocham mamę, tatę i... spaghetti